# Tianjin World Financial Center
La Tianjin Tower, nota anche come Jin Tower (in cinese: 津塔S), o Tianjin World Financial Center (in cinese: 天津环球金融中心S) è un grattacielo situato nel distretto di Heping, nella municipalità di Tientsin, in Cina, sulle sponde del fiume Hai. L'edificio, alto 336,2 metri e con un osservatorio a 305,2 metri, si estende per 74 piani (più ulteriori 4 piani sotterranei). Il solo vetro della facciata continua di rivestimento occupa una superficie di 205,000 m². Inoltre è stato il primo edificio di Tientsin ad essere dotato di ascensori a due piani. Il grattacielo è stato ultimato il 14 gennaio 2010, mentre l'inaugurazione è avvenuta nel 2011.

## Cronologia di costruzione

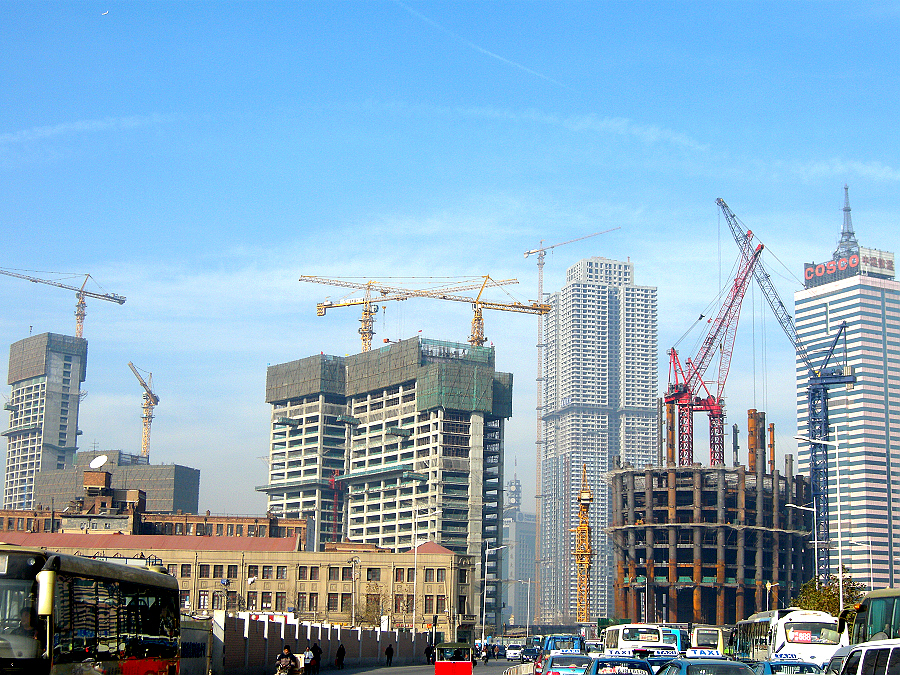
28 novembre 2008
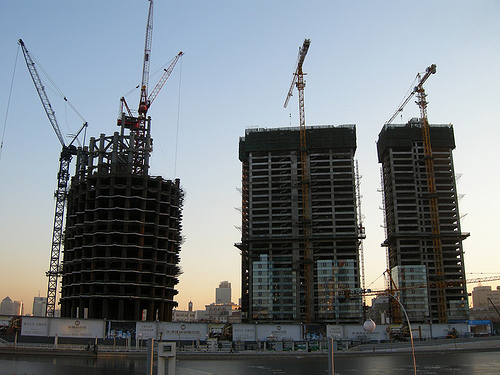
6 gennaio 2009
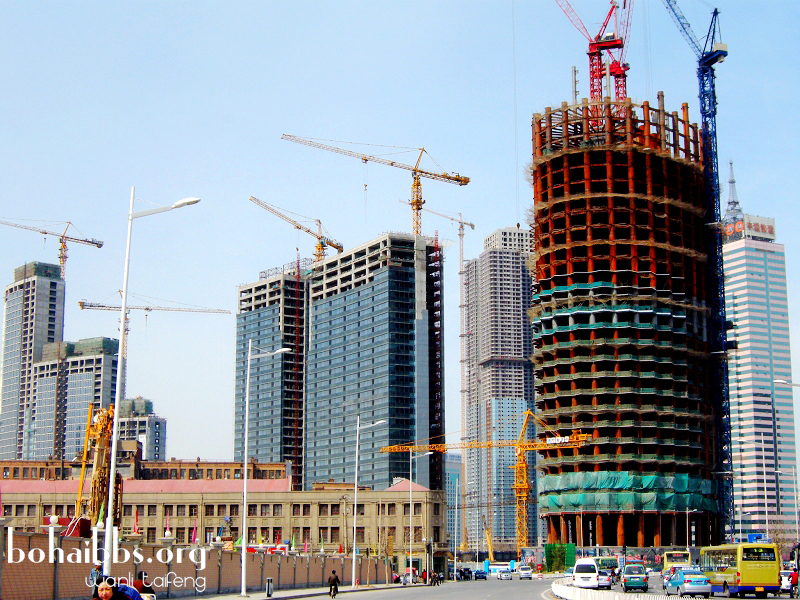
26 marzo 2009
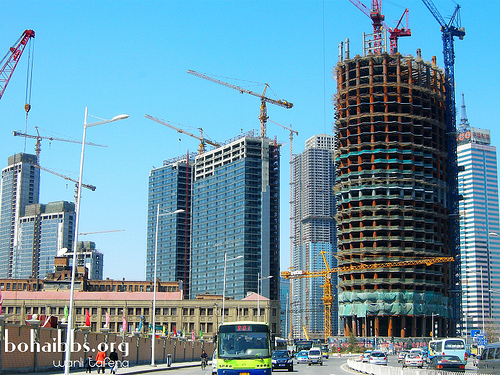
1º aprile 2009
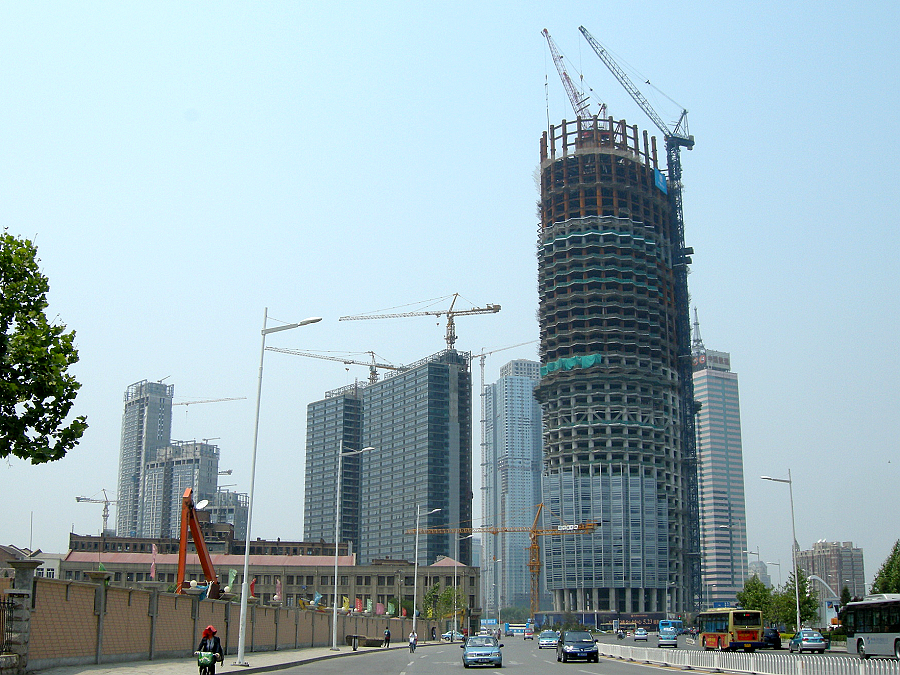
7 maggio 2009
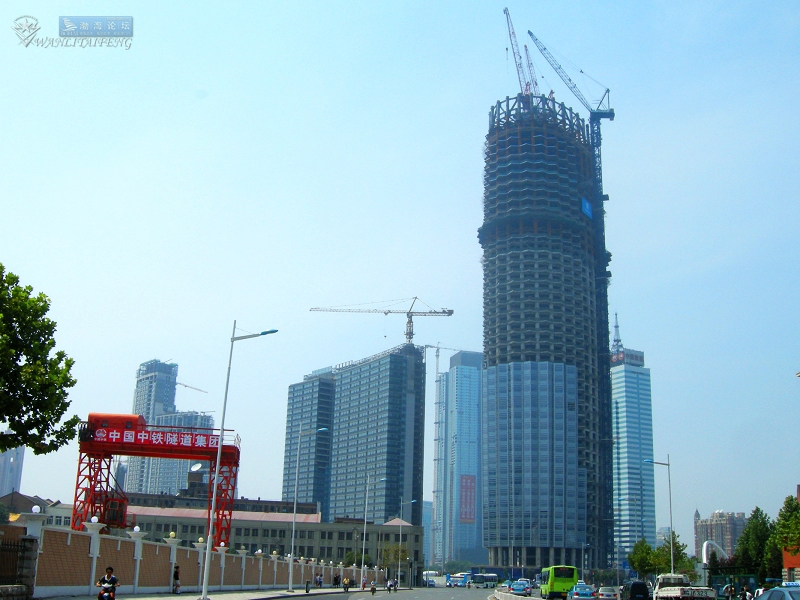
10 luglio 2009
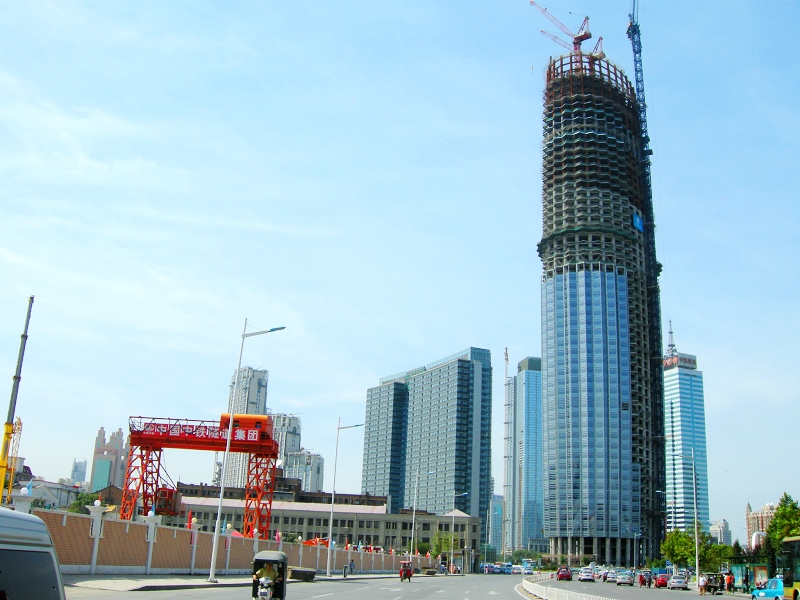
28 agosto 2009
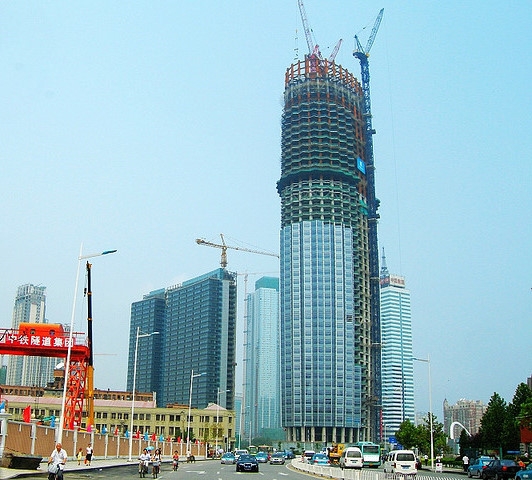
31 luglio 2009
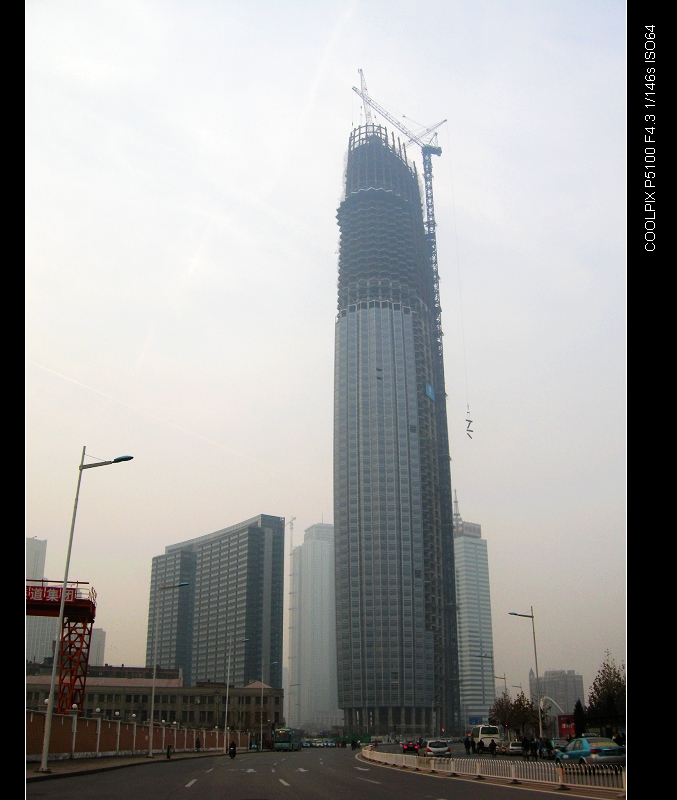
26 novembre 2009
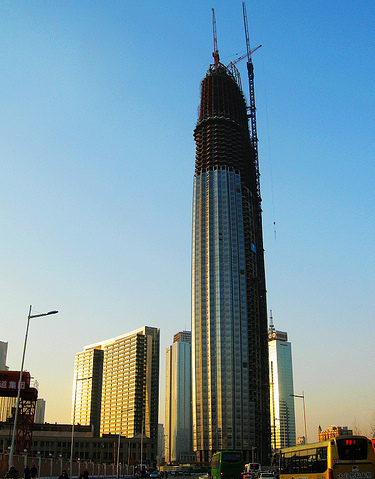
31 dicembre 2009